# Mohiro Kitoh
Mohiro Kitou (鬼頭 莫宏 Kitō Mohiro) es un mangaka nacido en Japón en la ciudad de Nagoya, Prefectura de Aichi, el 8 de agosto de 1966. Se graduó en el Instituto tecnológico de Nagoya. Los mangas Narutaru y Bokurano fueron adaptados a series de anime. Él también diseño un ángel en Evangelion 2.0.

## Obras
- Vendemiaire no Tsubasa (1996-1997)
- Narutaru (1998-2003)
- Sinna 1905: Tumi-kor-ot A Record of a War (1999)
- Hallucination from the Womb (2003-2005)
- Bokurano (2004-2009)
- Kitō Mohiro Tanpenshū: Zansho (2004)
- The Gate to Space (2004)
- Mailus Exitus et Ortus (2006-)
- Kare no Satsujin Keikaku (2008)
- Kaze no Ô (2009)
- Nanikamo Chigattemasu ka (2009-)
- Noririn (2009-)

## Estilo
Su enfoque de dibujo y guion son únicos e inmediatamente identificables, casi siempre con una inclinación hacia la  tragedia y principalmente enfocado en la vulnerabilidad y crueldad del ser humano. Un elemento recurrente en todos sus trabajos son las representaciones gráficas de violencia y sexo involucrando niños.
Sus personajes son casi siempre altos, delgados y desagraciados para sus edades y géneros. Las mujeres, al contrario que en la mayoría del resto de mangas, tienen generalmente los pechos y caderas pequeñas. Y los hombres escasamente tienen masa muscular, excepto en limitadas circunstancias. Sus rasgos faciales son, usualmente, pequeños y carentes de expresión. La nudez es frecuente en sus trabajos. Usualmente usa la técnica del primer plano al extremo.